# Thymalus subtilis
Thymalus subtilis es una especie de coleóptero de la familia Trogossitidae.

## Distribución geográfica
Habita en Europa.